# Гулекшур
Гулекшу́р (рос. Гулекшур) — присілок у складі Юкаменського району Удмуртії, Росія.
Населення — 91 особа (2010; 108 в 2002).
Національний склад (2002):
- бесерм'яни — 56 %
- удмурти — 38 %